# Corybas aconitiflorus
Corybas aconitiflorus là một loài thực vật có hoa trong họ Lan. Loài này được Salisb. mô tả khoa học đầu tiên năm 1807.